# Skua (fusée)
Pour les articles homonymes, voir Skua.
Skua est une famille de fusées-sondes de petite taille développée par la société Bristol Aerojet dans les années 1950  pour répondre initialement aux besoins du service météorologique  du Royaume-Uni en mesurant la vitesse du vent et la température dans la haute atmosphère. Des versions plus puissantes ont été construites par la suite pour emporter des charges scientifiques de quelques kilogrammes jusqu'à une altitude de 140 km. Plus de 1000 exemplaires ont été lancés entre 1962 et 1981. La fusée-sonde  Petrel est dérivée de la Skua mais emporte une charge utile triple.

## Historique
En 1959 le service météorologique du Royaume-Uni, le Met Office, crée un service destiné à l'étude des hautes couches de l'atmosphère. Cette unité passe commande auprès de British Aerojet d'une petite fusée-sonde à propergol solide permettant d'effectuer des mesures in situ de la vitesse du vent et de la température. La première fusée Skua est lancée en 1962 depuis un site situé à South Uist dans les Hébrides extérieures à l'ouest de l’Écosse. Cette version de la fusée Skua est lancée à plus de 900 exemplaires. Le British National Committee on Space Research (BNCSR), en charge à l'époque du programme spatial britannique, souhaite disposer de fusées-sondes à faible coût pouvant emporter une charge scientifique légère. Une version plus puissante, la Skua 2 est développée et lancée pour la première fois en 1967. Des versions encore plus puissantes Skua 3 et Skua 4 seront réalisées par la suite. Ces trois versions seront utilisées pour le programme de recherche anglais mais également par plusieurs autres pays ainsi que l'agence spatiale européenne, l'ESRO. Les fusées-sondes Skua  ont été lancées  principalement depuis South Uist dans les Hébrides extérieures, Esrange/Kiruna   Andøya et El Arenosillo (Espagne).

## Caractéristiques techniques
Sur le plan technique, la fusée-sonde Skua comporte 2 étages utilisant une propulsion à propergol solide. Le premier étage comprend selon la version trois ou quatre accélérateurs Chick fonctionnant durant 0,2 seconde fournissant une poussée de 20 et 27kN. Le deuxième étage Bantam fonctionne durant 30 secondes. La fusée-sonde est lancée dans un tube long de 5 mètres. Les accélérateurs sont récupérables. Une version Skua 2 plus puissante a été lancé à une vingtaine d'exemplaires.   234 fusées-sondes Skua sont lancées entre 1967 et 1982 principalement depuis South Uist dans les Hébrides extérieures, Esrange/Kiruna et Andøya.
| Premier vol                 | 1951             | 1967             |                  | 1972             |
| Accélérateur                | 3x Chick         | 4x Chick         | 4x Chick         | 4x Chick         |
| Étage principal             | Bantam           | Bantam allongé   | Bantam v2        | Bantam v3        |
| Performances                |                  |                  |                  |                  |
| Masse charge utile          | 5 kg             | 5 kg             | 5 kg             | 8 kg             |
| Altitude maximale           | 70 km            | 100 km           | 120 km           | 140 km           |
| Caractéristiques techniques |                  |                  |                  |                  |
| Masse                       | 58 kg            | 68 kg            | 75 kg            | 83 kg            |
| Diamètre                    | 13 cm            | 13 cm            | 13 cm            | 13 cm            |
| Longueur (hors C.U.)        | 2,24 m           | 2,42 m.          | 2,80 m           | 2,80 m           |
| Propergol                   | propergol solide | propergol solide | propergol solide | propergol solide |
| Poussée au décollage        | 20 kN            | 27 kN            | 27 kN            | 27 kN            |
| Durée combustion            | ~30 s.           | ~30 s.           | ~30 s.           | ~30 s.           |